# Sběratel kostí (film)
Sběratel kostí (v anglickém originále The Bone Collector) je americký kriminální film z roku 1999. Režisérem filmu je Phillip Noyce. Hlavní role ve filmu ztvárnili Denzel Washington, Angelina Jolie, Queen Latifah, Michael Rooker a Mike McGlone.

## Obsazení
| Denzel Washington    | Lincoln Rhyme                   |
| Angelina Jolie       | Amelia Donaghy                  |
| Queen Latifah        | Thelma                          |
| Michael Rooker       | Howard Cheney                   |
| Mike McGlone         | Kenny Solomon                   |
| Luis Guzmán          | Eddie Ortiz                     |
| John Benjamin Hickey | Barry Lehman                    |
| Bobby Cannavale      | Steve                           |
| Leland Orser         | Richard Thompson/Marcus Andrews |